# Romonya
Romonya is een plaats (község) en gemeente in het Hongaarse comitaat Baranya. Romonya telt 423 inwoners (2001).